# 飯道寺
飯道寺（はんどうじ）は滋賀県甲賀市にある天台宗寺院。山号は金奇山（こんきさん）。もとは南都と関係深い山岳寺院として飯道山の山上に成立し、中世から近世にかけては有力修験寺院であった。明治維新に際しいったん廃寺となり、明治25年、北麓の三大寺に所在した天台宗本覚院が、その寺号と法燈を継承した。これが現在の飯道寺である。紫香楽宮跡を見下ろす飯道山の山上には現在もその寺坊跡が広範囲に残るほか、かつて同山の鎮守として祀られた飯道神社(旧称・飯道権現社)が現存する。

## 歴史
滋賀県甲賀市の飯道山（はんどうさん、標高664メートル）がそびえている。山上に鎮座する飯道神社の祭神として穀物神の宇賀御魂神および、弁才天を習合する飯道権現が挙げられている（『飯道寺古縁起』）こと、飯道山を水源とする水への民俗信仰が伝わることから、山麓住民による分水信仰があったことがうかがわれる。また、紫香楽宮の造営や奈良東大寺大仏殿の修覆に際して、信楽杣産の木材が用いられたことに因み、飯道権現を信楽杣の森林支配の神とする国家の承認があったと見られている。こうした背景により、飯道山にあった飯道神社および飯道山は重要な修験道の霊場であり、山岳仏教の道場としての色彩をも帯びていた。山上に残る僧房跡には高野山中興といわれ、慶長13年（1608年）にこの地で没した木食応其の墓がある。
飯道寺は、飯道神社の神宮寺で、『飯道寺古縁起』（室町時代）や『興福寺官務牒疏』、『飯道寺縁起』（承応3年〈1654年〉）などの古記録・縁起類は、役行者によって開基され、和銅7年（714年）に安敬（安交）により中興されたと伝えるが、史実としての起源は定かではなく、紫香楽宮遷都や飯道神社が神階を得たことなどをきっかけに集まってきた優婆塞や沙弥のような山林修行者や、金勝寺に関係する僧らの働きによるものと考えられている。南北朝期には山上に「飯道寺城」なる城郭が築かれ、建武4年（1337年）には佐々木道誉に従う、山中道俊・山中頼俊、柏木原蔵人らが軍忠を行った。
中世から近世初期にかけては飯道山における修験道（後述）の全盛期であり、天正9年（1581年）には織田信長・津田信澄が入山し、同年11月27日には信長から寺領を安堵されている。室町時代初期には僧房58宇を数え、江戸時代初期にもなお55宇を算し、近隣の宮町村に200石の寺領があった。しかしながら、享保19年（1734年）には梅本院・岩本院の2つの院の他には住僧も無くなり、衰退を示しつつあった。
明治時代を迎えて神仏分離がなされると、廃寺となったが、後に滋賀県甲賀郡水口村の天台宗寺院・本覚院により再興された。本覚院の前身と見られる寺院は、延宝7年（1679年）の検地帳に見られる普賢院宝持坊と見られ、享保11年（1726年）付の古文書に山王権現の社僧として本覚院の名が見られることから、この間に改称したと見られる。神仏分離に伴い、別当職から退いたが、村内にあった常福寺という村堂が廃寺となった折に、その本尊を受けついだ。1892年（明治25年）、本覚院は号を金奇山飯道寺にあらため、近世以前の飯道寺の法燈を継いだ。

## 飯道山修験
飯道寺の平安時代から鎌倉時代後期にかけての状況は明らかになっていないが、飯道神社蔵の懸仏の本地仏に釈迦如来・阿弥陀如来・薬師如来が圧倒的に多いことが知られている。鎌倉時代後期以降には熊野三山との関係が深まり、嘉元年間（1303年 - 1306年）には熊野の僧行範が熊野修験を伝えたとされ、応永31年付の熊野本宮の古文書によれば、飯道寺先達の達慶が三雲村（滋賀県湖南市三雲）の熊野講衆徒15名を引き連れて熊野三山に参拝したと伝えている。
室町時代以降の飯道寺、特に梅本院・岩本院のふたつの坊は、当山派修験正大先達三六カ寺のひとつに数えられる有力寺院であり、諸国の当山派山伏を支配した。大峯山小篠宿の諸堂の管理権限を明治初年の神仏分離まで掌握し続けただけでなく、これら2院から大峯山入峰を果たした諸国の山伏に発行した補任状は、北は陸奥国から南は日向国まで日本全国に及んでいる。また、熊野新宮の本願所である新宮庵主霊光庵には、天文18年（1549年）に当寺水元坊の善成坊祐盛が本願となっていたのを早い時期の例とし、永禄9年（1566年）に梅本院の大先達行鎮が入寺して以来、17世紀の初頭まで梅本院から庵主が迎えられるようになる。そして、梅本院出身の庵主は新宮庵主の事業力を充実させ、評価を高からしめたことにより、天正3年（1575年）には織田信長による焼き討ちによる被害から比叡山延暦寺を再建する事業を委託されている。かかる飯道寺の勢威は、徳川家康が慶長8年に修験道法度を制定するに当たり、先例に通じた寺院のひとつとして召喚されるほどに評価されていた。
こうした勢力は、飯道山山麓の山伏たちによって支えられ、彼らは入峰修行を行うだけでなく、伊豆国・信濃国から土佐国・周防国までの広い範囲で檀那廻に勤め、畿内近国の有力寺院の勧進を請負って配札を行った。飯道山修験に勧進を請負わせた寺社には、愛宕神社・伏見稲荷大社・多賀大社・石山寺・竹生島宝厳寺・金剛證寺などがある。また、飯道山の山伏は、配札に際して、万金丹・もぐさ・神教御腹薬などの薬を配っていることから、甲賀郡の配置売薬の起源とみなされている。

## 文化財

### 重要文化財（国指定）
- 木造阿弥陀如来坐像 - 平安時代、像高68.7センチメートル。 重要文化財（彫刻）に指定（1908年〈明治41年〉4月23日）[9]。
- 木造十一面観音立像 - 平安時代、像高104.6センチメートル。重要文化財（彫刻）に指定（1908年〈明治41年〉4月23日）[10]。
- 木造地蔵菩薩立像 - 鎌倉時代、像高97.6センチメートル。重要文化財（彫刻）に指定（1908年〈明治41年〉4月23日）[11]。

いずれも旧常福寺の伝来である。

### 市指定文化財
- 絹本著色両界曼荼羅図 - 室町時代、市指定文化財（絵画）に指定[13]。

## 注
1. ↑  この段落、ここまで平凡社[1997: 363]による
2. 1 2  「角川日本地名大辞典」編纂委員会[1979: 568]
3. 1 2 3 4  平凡社[1997: 364]
4. ↑  この段落、平凡社[1997: 363]による
5. ↑  この段落、平凡社[1997: 364]による
6. 1 2  太田[2008: 171]
7. ↑  太田[2008: 172]
8. 1 2 3  平凡社[1997: 365]
9. ↑  
“木造阿弥陀如来坐像”. 国指定文化財等データベース.   文化庁. 2011年7月31日閲覧。
10. ↑  
“木造十一面観音立像”. 国指定文化財等データベース.   文化庁. 2011年7月31日閲覧。
11. ↑  
“木造地蔵菩薩立像”. 国指定文化財等データベース.   文化庁. 2011年7月31日閲覧。
12. ↑  久野健編『図説仏像巡礼事典』新訂版（山川出版社、1994 ISBN 4634604205）による。仏像の像高も同書による。
13. ↑  
“甲賀市の文化財一覧”.   甲賀市. 2011年7月31日閲覧。

## 文献

### 関連文献
- 豊島修、2012、「飯道山修験道の成立と展開」、甲賀市史編さん委員会（編）、『甲賀市史』第２巻 甲賀衆の中世
- 長峰透、2014、「甲賀の修験と山伏」、甲賀市史編さん委員会(編)、『甲賀市史』第4巻 道・町・村の江戸時代